# ラリー・フィッツジェラルド
ラリー・ダネル・フィッツジェラルド・ジュニア（Larry Darnell Fitzgerald, Jr.、1983年8月31日 - ）はアメリカ合衆国ミネソタ州ミネアポリス出身の元アメリカンフットボール選手。ポジションはワイドレシーバー。現役時代はNFLのアリゾナ・カージナルスに所属していた。

## 少年期
彼は13歳から17歳までの間、父親が当時ミネソタ・バイキングスのヘッドコーチであるデニス・グリーンと親しかったためボールボーイを行った 。
高校1年の時彼はミネハラ・アカデミーでディフェンスバックとしてプレイした。その年彼の所属するチームはミネソタ州のハイスクール史上に残る大敗を喫した。彼は転校し高校2年からはホーリーエンジェル・アカデミーに転校し、その後ウィスコンシン大学で活躍したジョン・ストッコとチームメートになった。2001年半ばにはペンシルベニア州ウェインにあるバレー・フォージ・ミリタリーアカデミーに移り、大学進学の準備を行った。高校卒業後1年半が経過した2002年5月、彼はミネソタ州セント・ピーターにあるグスタフ・アドルフ大学に入学した。

## 大学時代
その後、彼はピッツバーグ大学に移った。彼はカレッジフットボール史上に残る活躍を見せて広く知られるようになった。2003年にウォルター・キャンプ賞（カレッジフットボールでその年最優秀選手に贈られる賞）、フレッド・ビレトニコフ賞（その年最優秀WRに贈られる賞）、オールアメリカンにも選ばれ、ハイズマン賞にもノミネートされたがジェイソン・ホワイトが受賞、彼はわずかの差で次点となった。 
彼はわずか26試合の出場で161キャッチ、2677ヤード（平均16.6ヤード）を稼ぎ34タッチダウン（大学歴代記録）をあげた。大学史上初の2年連続1000ヤード以上のレシーブ記録を樹立、100ヤード以上稼いだゲーム14試合の大学記録、NCAA記録となる18試合連続タッチダウンレシーブを達成した。

### 大学での通算成績
| Larry Fitzgerald | Larry Fitzgerald | Larry Fitzgerald | レシーブ | レシーブ   | レシーブ |
| 年度             | チーム           | 出場             | Rec      | 獲得ヤード | TD       |
| ---------------- | ---------------- | ---------------- | -------- | ---------- | -------- |
| 2002             | ピッツバーグ     | 13               | 69       | 1,005      | 12       |
| 2003             | ピッツバーグ     | 13               | 92       | 1,672      | 22       |
| 大学通算         | 大学通算         | 26               | 161      | 2,677      | 34       |

## プロ入り後
| 6 ft 2+7⁄8 in (190 cm)    | 225 lb (102 kg) | 4.48 s | N/A s |
| All values from NFL Draft |                 |        |       |

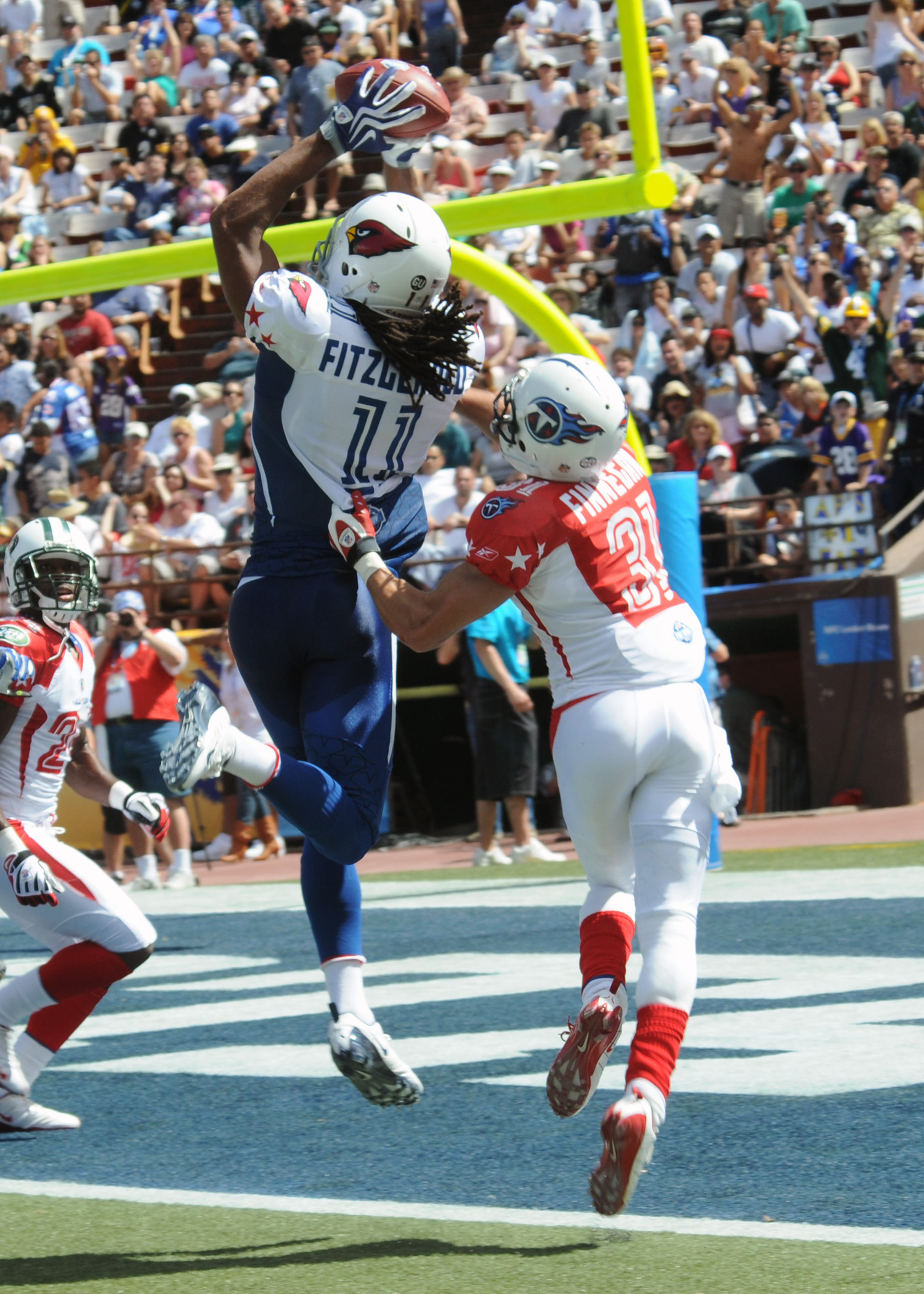
2009年のプロボウルでTDレシーブを決めるフィッツジェラルド（背番号11）

92キャッチ、1672ヤード獲得、22タッチダウンの記録を残し、彼は2004年のNFLドラフト1巡目全体3番でアリゾナ・カージナルスに指名されて入団した。当時のヘッドコーチは奇しくも彼がバイキングスでボールボーイをしていた時のヘッドコーチ、デニス・グリーンであった。
入団後すぐに彼は頭角を現し、カート・ワーナーのパスターゲットとなった。2004年のルーキーシーズン、58キャッチ、780ヤード、8タッチダウン、2005年には103キャッチ、1409ヤード、10タッチダウンの記録を残しプロボウルにも選出された。彼はチームメートのアンクワン・ボールディンと共に最も危険なWRコンビの一つとして知られるようになった。2005年シーズン彼ら2人はNFL同一チームから1シーズンに100キャッチ以上した史上3組目のペアとなった。彼ら2人は互い1400ヤード以上を獲得、これもNFL史上3組目の記録であった。
2006年、負傷のため数試合を欠場したが、69キャッチ、946ヤード、6タッチダウンの成績を残し、2007年には100キャッチ、1409ヤード、10タッチダウンの成績で2度目のプロボウルに選ばれた。2007年シーズン終了後、彼はチームと4年間4000万ドル、3000万ドルの保障で契約を結んだ。
2008年、96回のキャッチで1431ヤードを獲得、12タッチダウンをあげた。カージナルスが9勝7敗でNFC西地区優勝を果たし、初出場となったプレーオフでも彼は活躍を見せて、フィラデルフィア・イーグルスとのNFCチャンピオンシップゲームではNFLプレーオフタイ記録となる3タッチダウンレシーブを記録した。3回のタッチダウンレシーブをチャンピオンシップゲームで前半だけでマークしたのは彼が初であった。彼はまたジェリー・ライスが持つポストシーズン1シーズンでのレシーブ記録を抜きチャンピオンシップゲームまでで419ヤードを獲得し第43回スーパーボウルを迎えることとなった。
ピッツバーグ・スティーラーズと対決した第43回スーパーボウルでも、フィッツジェラルドはアイク・テイラーらによるダブルカバーにより厳しいマークにあい第3Qまではわずか1回のレシーブで12ヤードの獲得にとどまったが、第4Qに2つのTDレシーブを決めた。1つ目は残り7分41秒のもので、2つ目のTDは残り2分47秒に64ヤードの独走であげ、カージナルスはスティーラーズを逆転したが残り2分37秒を残して攻撃権を得たスティーラーズに残り35秒、ベン・ロスリスバーガーからサントニオ・ホームズへのタッチダウンパスを決められ逆転負けを喫した。
同年のプロボウルでは、2TDの活躍でMVPを獲得した。
2009年のプレーオフ、ニューオーリンズ・セインツ戦ではダブルチームで抑えられた。プロボウルに選ばれたが怪我のため欠場、代わりにニューヨーク・ジャイアンツのスティーブ・スミスが選出された。
2010年、12月25日のダラス・カウボーイズ戦でNFL歴代4位となる97試合連続キャッチを達成した。この年先発QBが安定しなかったことや、アンクワン・ボールディンがボルチモア・レイブンズに移籍してマークが厳しくなったものの90回のキャッチで1,137ヤードを獲得した。
2011年1月24日、グリーンベイ・パッカーズが第45回スーパーボウル出場を決めたため、グレッグ・ジェニングスの代わりにプロボウルに選出された。
2012年、第3週のフィラデルフィア・イーグルス戦で、9回のキャッチで114ヤードを獲得、1TDをあげてNFC週間MVP攻撃部門に選ばれた。またこの試合で通算700レシーブを記録したが、これはそれまでジェイソン・ウィッテンが持っていた最年少での記録達成（30歳133日）を上回る29歳23日での記録達成であった。
2019年12月23日のシアトル・シーホークス戦でジェリー・ライスに次ぐ史上2人目のレシーブ17,000ヤードを獲得した。
2020年は13試合に出場し、自己最低のまでの54レシーブ、409ヤードの獲得、1タッチダウンに終わった。17シーズン、アリゾナ・カージナルスでプレーした彼は1,432レシーブで17.492ヤードを獲得、121タッチダウンをあげた。2021年はNFLのどのチームでもプレーしなかった。このことについて2022年2月、CBSスポーツのインタビューにまだまだ引退するつもりはないと発言した。
2022年9月よりESPNのアナリストに就任し、NFL関連の番組に出演している。

## 詳細情報

### 年度別成績
| 記録 | 記録           |
| ---- | -------------- |
|      | リーグ最高記録 |
| 太字 | 自身最高記録   |

#### レギュラーシーズン
| 年度      | チーム    | 試合 | 試合 | レシーブ   | レシーブ | レシーブ    | レシーブ         | レシーブ    | レシーブ | ファンブル    | ファンブル |
| 年度      | チーム    | 出場 | 先発 | ターゲット | 回数     | 獲得 ヤード | 平均 獲得 ヤード | 最長 ヤード | TD       | ファン ブル数 | ロスト     |
| --------- | --------- | ---- | ---- | ---------- | -------- | ----------- | ---------------- | ----------- | -------- | ------------- | ---------- |
| 2004      | ARI       | 16   | 16   | 115        | 58       | 780         | 13.4             | 48          | 8        | 1             | 0          |
| 2005      | ARI       | 16   | 16   | 165        | 103      | 1,409       | 13.7             | 47          | 10       | 0             | 0          |
| 2006      | ARI       | 13   | 13   | 111        | 69       | 946         | 13.7             | 57          | 6        | 0             | 0          |
| 2007      | ARI       | 15   | 15   | 167        | 100      | 1,409       | 14.1             | 48T         | 10       | 3             | 3          |
| 2008      | ARI       | 16   | 16   | 154        | 96       | 1,431       | 14.9             | 78T         | 12       | 1             | 0          |
| 2009      | ARI       | 16   | 16   | 153        | 97       | 1,092       | 11.3             | 34T         | 13       | 0             | 0          |
| 2010      | ARI       | 16   | 15   | 173        | 90       | 1,137       | 12.6             | 41T         | 6        | 0             | 0          |
| 2011      | ARI       | 16   | 16   | 154        | 80       | 1,411       | 17.6             | 73T         | 8        | 0             | 0          |
| 2012      | ARI       | 16   | 16   | 156        | 71       | 798         | 11.2             | 37T         | 4        | 0             | 0          |
| 2013      | ARI       | 16   | 16   | 135        | 82       | 954         | 11.6             | 75          | 10       | 1             | 1          |
| 2014      | ARI       | 14   | 13   | 103        | 63       | 784         | 12.4             | 80T         | 2        | 1             | 1          |
| 2015      | ARI       | 16   | 16   | 145        | 109      | 1,215       | 11.1             | 44          | 9        | 2             | 2          |
| 2016      | ARI       | 16   | 16   | 150        | 107      | 1,023       | 9.6              | 32          | 6        | 2             | 1          |
| 2017      | ARI       | 16   | 16   | 161        | 109      | 1,156       | 10.7             | 37          | 6        | 1             | 1          |
| 2018      | ARI       | 16   | 16   | 112        | 69       | 734         | 10.6             | 37          | 6        | 0             | 0          |
| 2019      | ARI       | 16   | 16   | 109        | 75       | 804         | 10.7             | 54          | 4        | 1             | 1          |
| 2020      | ARI       | 13   | 13   | 72         | 54       | 409         | 7.6              | 18          | 1        | 0             | 0          |
| NFL：17年 | NFL：17年 | 263  | 261  | 2,335      | 1,432    | 17,492      | 12.2             | 80T         | 121      | 13            | 10         |

#### ポストシーズン
| 年度 | チーム | 試合 | 試合 | レシーブ   | レシーブ | レシーブ    | レシーブ         | レシーブ    | レシーブ | ファンブル    | ファンブル |
| 年度 | チーム | 出場 | 先発 | ターゲット | 回数     | 獲得 ヤード | 平均 獲得 ヤード | 最長 ヤード | TD       | ファン ブル数 | ロスト     |
| ---- | ------ | ---- | ---- | ---------- | -------- | ----------- | ---------------- | ----------- | -------- | ------------- | ---------- |
| 2008 | ARI    | 4    | 4    | 42         | 30       | 546         | 18.2             | 64T         | 7        | 0             | 0          |
| 2009 | ARI    | 2    | 2    | 16         | 12       | 159         | 13.3             | 33T         | 2        | 1             | 1          |
| 2014 | ARI    | 1    | 1    | 8          | 3        | 31          | 10.3             | 14          | 0        | 0             | 0          |
| 2015 | ARI    | 2    | 2    | 19         | 12       | 206         | 17.2             | 75          | 1        | 0             | 0          |
| 通算 | 通算   | 9    | 9    | 85         | 57       | 942         | 16.5             | 75          | 10       | 1             | 1          |

## 人物
サイズに恵まれており、空中での高いレシーブ能力を持っている。
ランプレー時のブロックにも献身的な姿勢を見せる。
ケン・ウィゼンハントによれば、リーダーとしての振る舞いを見せている。またパスがあまり来ない試合でもQBに不満を訴えるような選手ではないとカート・ワーナーに評された。

## 家族
父親はミネソタ州でスポーツライターを行っており、1981年以来毎年、スーパーボウルのスポークスマンレコーダーを行っている。母親は乳癌との闘病中、2003年に脳内出血で亡くなった。弟が1人いる。

## その他
- EAスポーツのビデオゲーム、「NCAA Football 2005」のカバーイラストに登場している。
- エレクトロニック・アーツの人気アメフトゲームシリーズマッデンNFLの2010年度版のカバージャケットにトロイ・ポラマルとともに登場した[32]。このゲームのカバージャケットを飾った選手は、その後成績が低迷するというジンクスがあるため、フィッツジェラルドがこのジンクスを打ち破ることができるかどうか注目されている[33]。